# Jana-Marie Meiser
Jana-Marie Meiser (* 27. Juli 1989) ist eine deutsche Volleyballspielerin.

## Karriere
Meiser begann ihre Karriere beim 1. VC Norderstedt. 2019 wechselte sie zum ETV Hamburg. Mit dem Verein spielte sie seit 2021 in der Zweiten Liga Nord und in der Zweiten Liga Pro, bevor dem Verein in der Saison 2024/25 der Aufstieg in die erste Liga gelang. Auch 2025/26 spielt Meiser für Hamburg.